# Dlouhá Stráň
Dlouhá Stráň (en allemand : Langenberg) est une commune du district de Bruntál, dans la région de Moravie-Silésie, en République tchèque. Sa population s'élevait à 91 habitants en 2021.

## Géographie
Dlouhá Stráň se trouve à 5 km au sud-est de Bruntál, à 57 km l'ouest-nord-ouest d'Ostrava et à 220 km à l’est-nord-est de Prague.

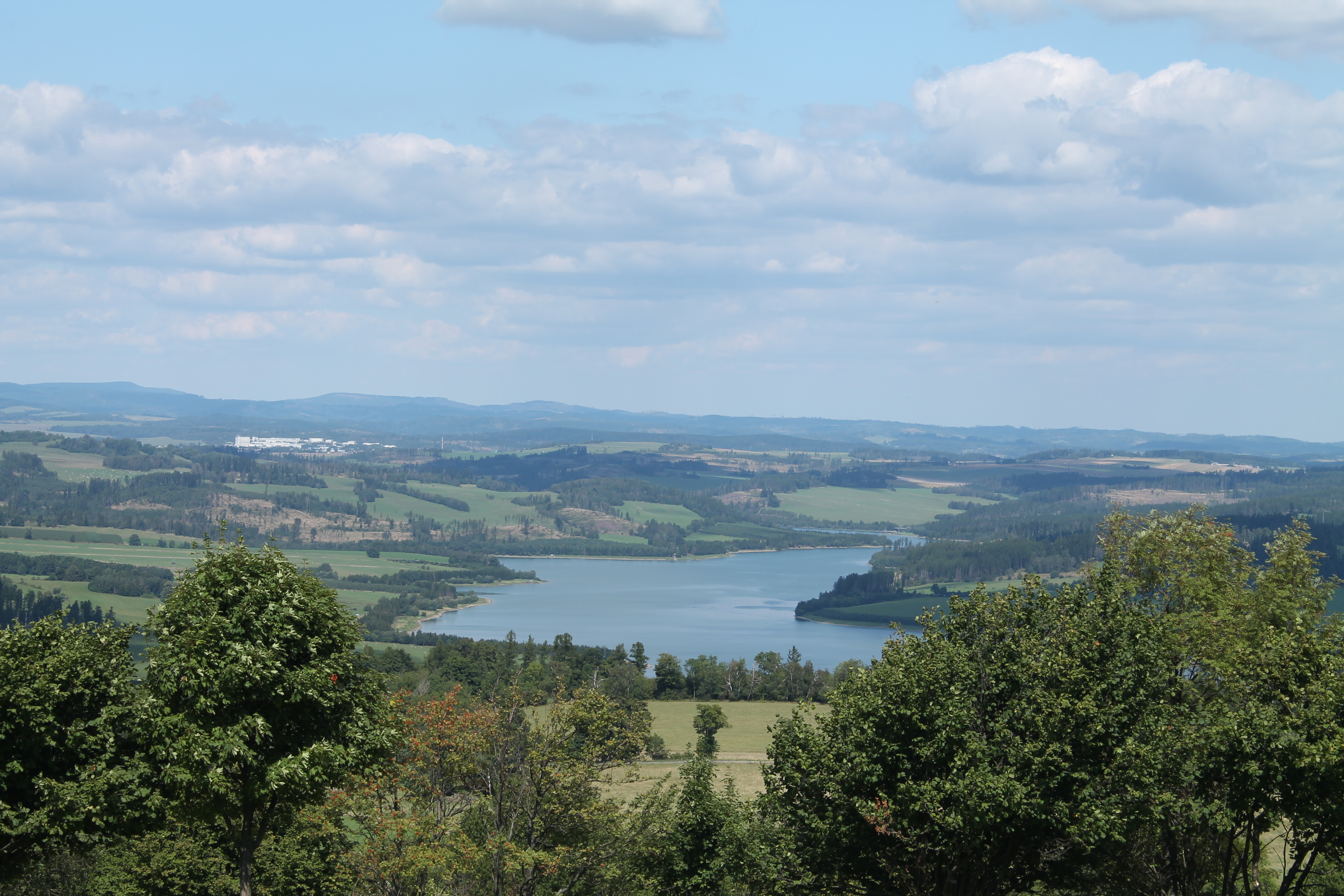
Lac artificiel de Slezská Harta.

La commune est limitée par Milotice nad Opavou au nord, à l'est et au sud-est, par Mezina et le lac artificiel de Slezská Harta formé par un barrage sur la rivière Moravice, au sud-ouest, et par Bruntál à l'ouest.

## Histoire
La première mention écrite de la localité date de 1524.

## Transports
Par la route, Dlouhá Stráň se trouve à 6 km de Bruntál, à 75 km d'Ostrava et à 291 km de Prague.